# Vatica parvifolia
Espèce
Classification phylogénétique
Statut de conservation UICN

 VU  : Vulnérable
 Vatica parvifolia est une espèce de plantes à fleurs de la famille des Dipterocarpaceae. C'est un arbre sempervirent endémique de Bornéo.

## Répartition et habitat
L'espèce est extrêmement localisée dans les forêts inondées du Brunei Darussalam et du Sarawak.

## Préservation
L'espèce est en danger critique d'extinction du fait de la déforestation et l'exploitation forestière.